# Karl Schlau
Karl Schlau, auch Carl, vollständig Carl Leberecht Eduard Schlau, lettisch Karls Šlaus oder Kārlis Šlavs, vollständig Kārlis Lēberehts Eduards Šlavs, (* 22. Februarjul. / 6. März 1851greg. in Riga, Gouvernement Livland; † 26. März 1919 in Riga) war ein deutsch-baltischer evangelisch-lutherischer Pfarrer in Lettland. Er gilt als evangelischer Märtyrer.
Die Datumsangaben in diesem Artikel richten sich, wenn nicht anders angegeben, für den Zeitraum bis 1918 nach dem julianischen Kalender.

## Leben

### Herkunft
Karl Schlau war ein Sohn von Leonhard Adolph Schlau und Caroline Amalie Marie Schlau. Er wurde im März 1851 in der Jakobikirche zu Riga getauft. Seine Brüder hießen Hermann und Wilhelm.

### Ausbildung
Karl Schlau studierte aus Überzeugung Evangelische Theologie an der Kaiserlichen Universität Dorpat, der Universität Göttingen und der Universität Leipzig, und erlangte im zweiten Semester des Jahres 1875 den Kandidatengrad. 1877 wurde er an der Universität Leipzig mit einer patristischen Dissertation über die Paulusakten und die Heilige Thekla promoviert.

### Pfarrer in Allasch und Wangasch

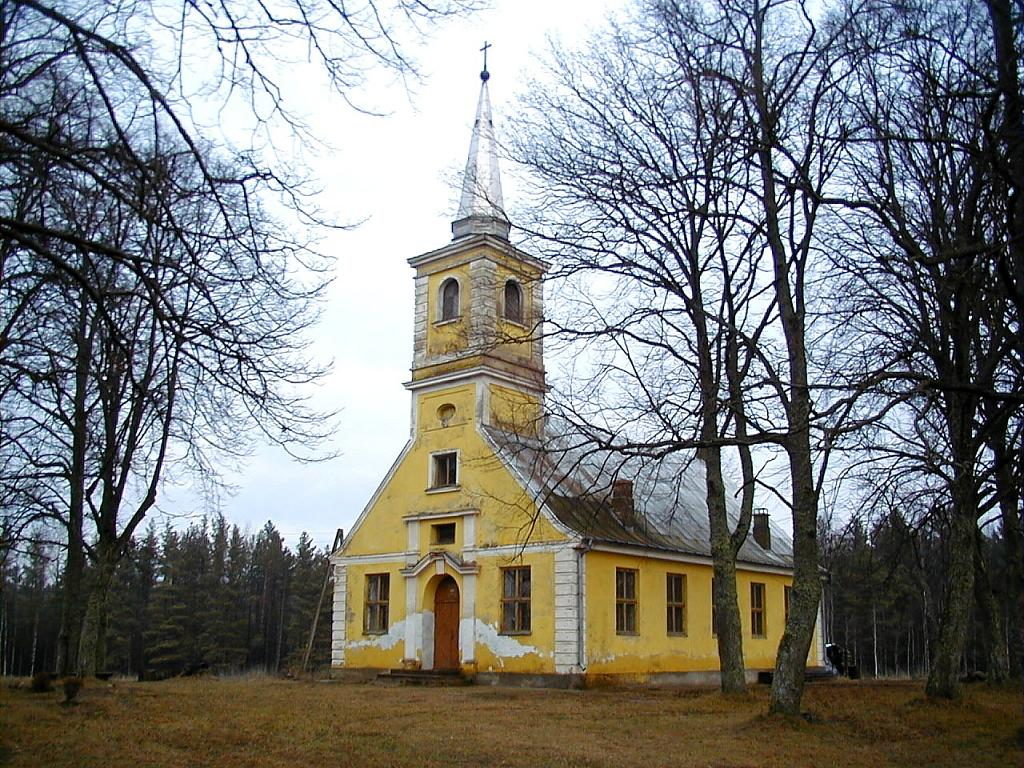
Kirche zu Wangasch

Am Ende des Jahres 1877 berief Johann von Blanckenhagen, der Patronatsherr der neu gegründeten Gemeinde von Allasch und Wangasch, die vorher kirchlich zu Rodenpois gehört hatten, Karl Schlau zum Pastor, womit er seinen ab nun lebenslangen Dienst für die leidgeprüfte evangelisch-lutherische Kirche Livlands begann. Am 5. Februar 1878 wurde er nach dem Gottesdienst in der St. Jakobikirche zu Riga ordiniert.
Am 26. Februarjul. / 10. März 1878greg., dem Sonntag Quinquagesimae, erfolgte seine Amtseinführung. Der Propst mit seinen Assistenten und dem Kirchenvorstand führte Schlau durch die zahlreich versammelte lettische Gemeinde hindurch zum Altar. Das Datum war bedeutsam als erster Sonntag nach dem Frieden von San Stefano und wurde als erster Passionssonntag gefeiert. (Üblich in den Westkirchen ist der nachfolgende Sonntag Invocavit als erster Passionssonntag, Quinquagesimae gilt für gewöhnlich als letzter Sonntag der Vorpassionszeit, siehe auch Karneval.) Da die Passion für Christen einem Friedensschluss Gottes mit der Menschheit entspricht, nahm der Propst mit seiner Eröffnungsrede also aus doppeltem Grund auf den Frieden Bezug. Die Anfangsworte stammten aus Jer 3,14-15 : „Bekehret euch, ihr abtrünnigen Kinder, spricht der HERR, denn ich will euch mir vertrauen und will euch holen - und will euch bringen gen Zion, und will euch Hirten geben nach meinem Herzen, die euch weiden sollen mit Lehre und Weisheit.“ Damit ermahnte er die Gemeinde, den neuen Pfarrer gut aufzunehmen und den Pastor, der Gemeinde gut zu dienen. Schlau nahm die Wahl an und erhielt die Bestätigungsurkunde. Der Propst legte ihm die Hand auf; die anderen Geistlichen, die Schlau geholfen hatten, sich auf sein neues Amt vorzubereiten, sprachen Segenssprüche.
Den anschließenden lettischen Gottesdienst führte Schlau allein, danach folgte der deutsche Gottesdienst. Da die Anforderungen beider Gemeinden unterschiedlich waren, gab ihm der Propst für die deutsche Gemeinde ein weiteres Bibelwort mit auf den Weg, diesmal aus 2 Kor 12,14 : „Ich suche nicht das Eure, sondern euch.“, um anzudeuten, was Schlau in der Gemeinde suche, wie er es finde, und was er davon habe. Erneut brachten die anderen Geistlichen ihm Segenswünsche entgegen. Schlau dankte dem Patronatsherrn und der Gemeinde und drückte seine Hoffnung auf eine gute Zusammenarbeit aus. In seiner Predigt wurde seine Freude über die Amtsübernahme deutlich. Die Feier an der Tafel des Herrenhauses zog sich bis spät in den Abend hinein.
Am 6. Februar 1880 heiratete Karl Schlau Brigitte Charlotte, geb. Hoerschelmann (1852–1933). Am 13. Februar 1883 wurde sein Sohn Johannes Hans Leonhard Schlau († 1942) geboren.

### Pfarrer in Salis
Im Jahre 1884 wurde Karl Schlau Pfarrer in Salis. Ebenfalls im Jahre 1884 erhielt Karl Schlau von der Universität Dorpat seine Zulassung als Oberlehrer im Fach Religion. Zunächst waren die Verhältnisse in seiner Gemeinde einigermaßen ruhig und friedlich, so dass er das Gemeinde- und Schulleben ausbauen konnte. Am 11. März 1886 wurde sein Sohn Wilhelm Carl Emil Schlau († 1976) in Salis geboren, am 8. Dezember 1887 folgte seine Tochter Anna Helene Mathilde Schlau (verheiratete Masing, † 1981), am 18. Oktober 1889 sein Sohn Otto Konrad Robert Schlau († 1919).

### Propst von Wolmar
1890 wurde Karl Schlau zum Propst des Sprengels Wolmar (lettisch Valmiera) ernannt.
Am 12. Oktober 1892 wurde Karl Schlaus Tochter Elisabeth Charlotte Kitty Julie Schlau (verheiratete Wonsiatsky, † 1973) in Salis geboren.
Mit seiner Ernennung zum Propst begannen Schlaus heftige Konflikte mit der Russisch-Orthodoxen Staatskirche, die aus seiner tiefen evangelisch-lutherischen Überzeugung erwuchsen; ab nun teilte er das schwere Schicksal, das über die livländische Pastorenschaft kommen sollte. Am 19. Mai wurde in Wolmar durch die Delegation des Rigaschen Bezirksgerichts aufgrund von Artikel 193 P. 1 des Strafgesetzbuches gegen ihn verhandelt. Das Vergehen bestand im wissentlichen Vollzug evangelischer kirchlicher Amtshandlungen an Mitgliedern der Russisch-Orthodoxen Kirche. Er wurde für acht Monate seines Amtes enthoben. Ende September 1893 wurde er wegen eines identischen Vergehens ein weiteres Mal angeklagt.
Das Urteil vom 19. Mai wurde im März 1894 von der Gerichtspalate in Sankt Petersburg bestätigt. Die Amtsenthebung war für insgesamt ein Jahr angesetzt. Ein kaiserliches Manifest vom 14. November 1894 sorgte dafür, dass die Verurteilung im August 1895 von der Gerichtspalate aufgehoben wurde. Danach gab es immer wieder Differenzen mit der Landbevölkerung. Deutsch-baltische Kreise führten dies später auf russische Beamte zurück, welche die Bevölkerung angeblich aufgehetzt hatten. Allerdings hatte er nicht seine gesamte Gemeinde gegen sich.
Am 25. Oktober 1895 wurde Karl Schlaus Tochter Brigitte Auguste Marie Schlau geboren, am 31. August 1897 sein Sohn Hermann Werner Franz Schlau († 1945).
Neben seiner geistlichen Tätigkeit war Karl Schlau, ebenso wie der 1905 ermordete Pastor Karl Schilling, der 1906 ermordete Propst Ludwig Zimmermann, die 1919 von Bolschewiki hingerichteten Geistlichen Hans Bielenstein, Alexander Bernewitz, Xaver Marnitz, Arnold von Rutkowski, Paul Fromhold-Treu, Christoph Strautmann, Eberhard Savary, Eugen Scheuermann und Wilhelm Gilbert und wie die Pastoren Gustav Cleemann und Erwin Gross, die an den Folgen ihrer Gefangenschaft bei den Bolschewiki starben, ordentliches Mitglied der Lettisch-Literärischen Gesellschaft, die sich der Erforschung der lettischen Sprache, Folklore und Kultur widmete. Diese Gesellschaft wurde überwiegend von deutsch-baltischen Pastoren und Intellektuellen getragen. Für die Letten selbst war eine höhere Bildung zur Zeit der kaiserlich-russischen Vorherrschaft noch kaum zugänglich.
Karl Schlau versuchte, zwischen Letten und Deutsch-Balten zu vermitteln, indem er sie zu gemeinsamer Gemeinde- und Heimatarbeit anhielt. Dieses Vorhaben verlief nicht erfolgreich. Er zog nationalistischen Hass auf sich, der ihm große Schwierigkeiten bereitete. Es gab sogar wiederholte Mordversuche, darunter einen geplanten Sprengstoffanschlag auf sein Pastorat. Selbst während der Russischen Revolution von 1905 bis 1906 kam er weiter seiner Arbeit nach, obwohl er mehrmals erschossen werden sollte.
1913 wurde Schlau mit dem Brustkreuz ausgezeichnet.
Während des Ersten Weltkrieges wurde er als Deutsch-Balte für drei Jahre ins Innere Russlands verbannt; der Dienst seines Sohnes bei der russischen Armee änderte nichts daran. 1917 diente Karl Schlau in Ustjug als Seelsorger.
Am 27. April 1917 wurde Karl Schlau Großvater eines später als Soziologe und Hochschullehrer bekannten Enkels: Seinem Sohn Wilhelm Carl Emil Schlau wurde Wilfried Schlau geboren.
1918, am Ende des Krieges, nach dem Frieden von Brest-Litowsk, konnte Karl Schlau nach Salis zurückkehren. Auch nach dem russischen Sieg und dem Abzug der deutschen Truppen blieb er bei seiner Gemeinde.

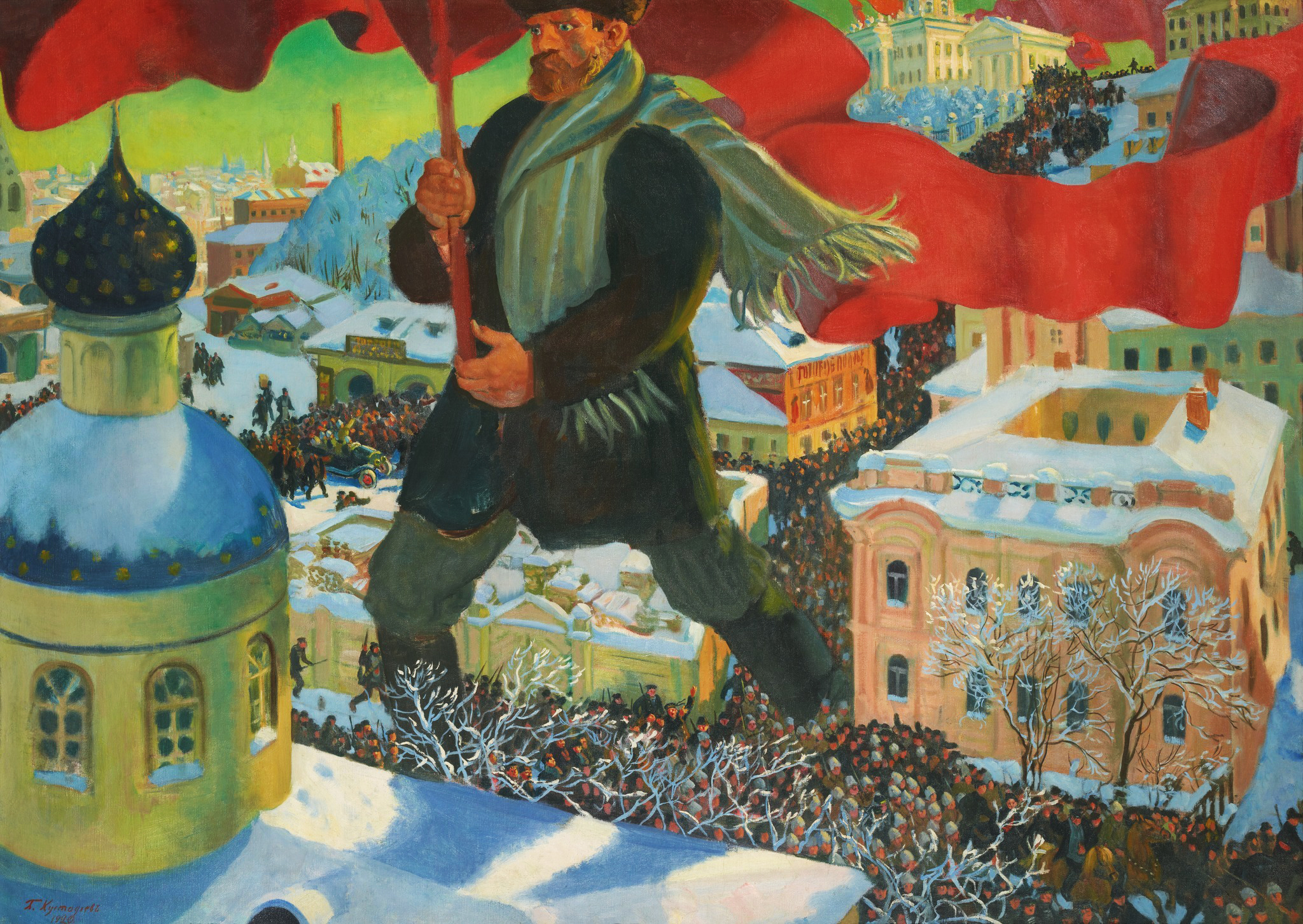
Der Bolschewik (Ölgemälde von Boris Kustodijew; 1920)

Während des Lettischen Unabhängigkeitskrieges, im Januar 1919, wurde sein Sohn Otto Konrad Robert Schlau wegen der antirevolutionären Haltung seines Vaters von den Bolschewiki, die in Riga die Macht übernommen hatten, verhaftet und nach St. Petersburg verschleppt. Karl Schlau blieb nach der Machtübernahme der Bolschewiki im Baltikum bei seiner Gemeinde, obwohl ihm klar war, dass dies einem Todesurteil gleichkam. Auch ein weiterer Mordanschlag auf ihn im Wald änderte nichts daran.

### Gefangenschaft
Mehrere Tage nach der Verhaftung seines Sohnes, kurz nachdem er erfahren hatte, dass dieser im Gefängnis verstorben war, am 27. Januar 1919, wurde auch Karl Schlau zusammen mit anderen Gemeindemitgliedern verhaftet. Er wurde zunächst nach Wolmar gebracht, dann im Rigaer Zentralgefängnis inhaftiert. Auch im Gefängnis, wo er freudig einen jungen Pastor begrüßte und mehrere Mitglieder der Gemeinde zu Salis, nämlich den Kirchenvorsteher, den Arzt, den Gemeindeältesten, den Müller, den Waldhüter und viele lettische Landwirte vorfand, nahm Schlau noch seelsorgerische Aufgaben wahr und hielt Andachten ab. An seine Familie schrieb er:

„Ich bin nun Gefängnisprediger. Das Christentum gewinnt Kraft in dieser Zeit.“

Die anderen Gefangenen nahmen ihn gerne auf, da sie ihn als jemanden betrachteten, der ihnen Kraft geben könne. Er hatte bereits weiße Haare, befand sich aber in einem guten Allgemeinzustand. Es gelang ihm, seinen Mitgefangenen die Haft zu erleichtern. Die äußeren Bedingungen waren denkbar ungeeignet; die Zelle war dunkel, schmutzig, von Ungeziefer befallen und mit Eisen vergittert; der Umgang des Personals mit den Gefangenen war roh; die Gefangenen mussten hungern und in dieser Jahreszeit bei der gegebenen hohen geographischen Breite sehr lange Nächte in Dunkelheit verbringen.

In einem Brief aus seiner Gefängniszelle äußerte Schlau die Hoffnung 

„... dass in dieser heißen Schmiede endlich Deutsche und Letten zusammengeschmiedet werden.“

Weiter schrieb er:

„Wir Zellengenossen bilden alle miteinander eine wahre Kommune des Glaubens, der Liebe und Reinlichkeit.“

„In gemeinsamer Andacht stärkt man sich, die kärglichen Lebensmittel werden geteilt. Wir sind alle guten Muts und leiden gerne.“

„Wir wissen uns in Gottes Hand.“

„Befiehl du deine Wege – sage ich mir täglich vor.“

Die von Schlau beschriebene Güterteilung bezog sich auch auf geistige Dinge wie Literatur. Man las gemeinsam oder einzeln Werke wie England von Steffen, die Göttliche Komödie von Dante Alighieri oder die Ilias von Homer und besprach sie dann. Auch kommunistische Literatur wurde einbezogen.

### Hinrichtungen anderer Gefangener
Ein sogenanntes fliegendes Gericht besuchte am 19. März die einzelnen Zellen des Gefängnisses. Die Gefangenen wurden von zwei jungen, fast analphabetischen Kommunisten kurz verhört.
In der folgenden Nacht öffneten sich plötzlich die Türen zum langen Gefängniskorridor. Es wurde laut durcheinander gesprochen. Auch Nachbarzellen wurden geöffnet. Namen wurden gerufen, die den Gefangenen bekannt waren. Was zu erwarten war, war klar; die Gefangenen warteten mit großer Spannung. Schritte näherten sich. Jetzt öffnete sich auch die Tür zu Karl Schlaus Zelle. Drei seiner Zellengenossen wurden genannt. Sie konnten noch mit einem knappen Händedruck und einem freundlichen Segensspruch verabschiedet werden. Dann traten sie aus der Dunkelheit der Zelle in das Licht des Korridors. Die Tür wurde hinter ihnen laut geschlossen. Karl Schlau und die verbleibenden Zellengenossen beteten für die Hinausgeführten, auch aus den anderen Zellen, die nun hingerichtet wurden. Die Nacht kam den Gefangenen endlos vor.
Karl Schlau schrieb am nächsten Morgen:

„Wir hielten mehrere Male Gebete und Schriftverlesung. Das Singen ist uns nicht mehr erlaubt.“

„Auch mein Leben ist wohl ausgelebt. Ich will gerne sterben, nur ist es schwer, von Euch zu scheiden. Gott befohlen! Gott legt uns eine Last auf, aber er hilft auch. Fürchte dich nicht! Ich habe dich erlöst. Gott habe sie selig, die erschossen wurden. Stärke auch uns, wenn uns dieser Gang zum Tode bestimmt werden sollte.“

„Wir stärken uns mit Psalm 31 (Eilend hilf mir, sei mir ein starker Fels. In deine Hände befehle ich meinen Geist. Sie ratschlagen miteinander gegen mich und denken mir das Leben zu nehmen. Ich aber hoffe auf dich und spreche: Du bist mein Gott, meine Zeit steht in deinen Händen.)“

„Wir erquicken uns an Jes. 38, 17: Du hast dich meiner Seele herzlich angenommen, du wirfst alle meine Sünde hinter dich zurück.“

Und am 21. März:

„Meine Wege sind höher als euere Wege. Gott führt uns einen schweren Weg, doch selig, wenn auch wunderlich.“

Danach grüßte er seine Familie, seine Freunde, die Kirchenältesten, die Gemeinde in Salis, seine Kollegen und die Ehefrauen der Hingerichteten zum Abschied.

### Letzte Tage
Am 23. März schrieb er:

„Am 21. 3. dachte ich, daß ich zum Tode geführt werden würde. Darum mein Brief. Ich schicke ihn Euch dennoch. Man weiß jetzt nie, ob man einander wiedersieht. Alles steht in unseres treuen Gottes Hand. Manches Mal denke ich, es wäre gut, wenn auch ich jetzt gewaltsam abgetan würde; dann wäre man keinem zur Last im Alter. Aber ich möchte Euch alle doch gern einmal wiedersehen und mich von allen mit herzlichem Danke verabschieden. Meine Lieder sind jetzt: ,Wie Gott mich führt´, ,Wer nur den lieben Gott läßt walten´ und ,Wunderanfang, herrlich Ende´. Meine Leiche laßt ruhen. Es wird schwer sein, sie aus dem Massengrabe herauszusuchen. Die Erde ist überall des Herrn.“

Er konnte noch eine Zeit lang weiterleben. Ein lettischer Bauer aus seiner Gemeinde gab Karl Schlau ein Bällchen aus einem Pfund Butter, in dem er einen Zettel fand, auf dem stand: „Simsons Kraft und Jakobs Segen!“ (Vergleiche Ri 16,1-31  und 1 Mos 35,11-12 .) Dies sollte sich bewahrheiten: Unter allen Belastungen kollabierte Schlau nicht. Er strahlte einen starken Glauben aus und hatte sich in sein Schicksal ergeben, was ihm offenbar große Kraft gab. So war er fähig, weiter an die Ehefrauen der Hingerichteten zu schreiben, wobei er ihnen von den letzten Lebenstagen dieser Mitgefangenen berichtete, deren Abschiedsgrüße übermittelte und die Frauen mit der christlichen Hoffnung tröstete. Sein Geist blieb in Bewegung und er riss seine Mitgefangenen aus der Erstarrung. Täglich arbeitete er mit der Bibel und dem Gesangbuch. Auch las er das Andachtsbuch Ruhet ein wenig seines jungen Kollegen Erhard Doebler. Doebler hatte dieses Buch in der Verbannung in Samara geschrieben. Schlau studierte weiter die vorhandenen Bücher, besonders gerne die Wanderungen und Wandlungen des Ernst Moritz Arndt:

„Ich lerne vom Freiherrn vom Stein; der sagt: ,Ich habe mein Gepäck im Leben schon dreimal verloren.´ Man muß sich gewöhnen, es hinter sich zu werfen. Weil wir sterben müssen, sollen wir tapfer sein.“

Auch Schlaus Haltung konnte als tapfer beschrieben werden, allerdings brachte er auch den Wunsch zum Ausdruck, weiterzuleben:

„Ich bin bereit, einen solchen Tod zu sterben. Euch hätte ich es gern erspart, diesen schweren Eindruck fürs Leben mitzunehmen.“

Er wünschte, seiner Gemeinde weiter dienen und helfen zu können, falls er befreit werde.

### Hinrichtung
Am Morgen des 26. März 1919 schrieb Karl Schlau an seine Angehörigen:

„Heute wurden 115 Gefangene nach Wolmar geschickt. Herr Bindemann (Arrendebesitzer) und ich blieben auf unserer Kammer allein zurück. Wir sollen in die Kammer, wo Pastor Haßmann ist, wo 25 zurückblieben. Was unser Zurückbleiben bedeutet, weiß man nicht. Wir hoffen auf Gottes Beistand. Einige meinen, daß wir früher freikommen werden, als die nach Wolmar Geschickten, andere, daß wir es schärfer haben werden.“

und weiter:

„Eben zirka ½3 Uhr sind wir in die Zelle Pastor Haßmanns übergesiedelt. Wir fanden den 74 Jahre alten Herrn von Hohenhausen. Er sollte auch nach Wolmar geschickt werden, ist aber zu schwach. Auch ein Magentyphuskranker wurde zurückgelassen.“

An dieser Stelle wurde er offenbar zur Erschießung aus seiner Zelle geholt. Den Brief, den er gerade schrieb, musste er abbrechen. Seine letzten schriftlichen Worte an seine Angehörigen, die er gerade noch mit großer Schrift darunter schreiben konnte, waren:

„Ich werde erschossen. 
Gott behüte euch!
P. Haßmann und Bindemann
werden mit mir erschossen.
Gott sei uns gnädig! 
Euer Bruder und Vater.“

Einer der Gefangenenwärter berichtete, Schlau habe zum Abschied zu den Wärtern gesagt, dass er ihnen wünsche, sie mögen einmal so ruhig aus dem Leben scheiden, wie er es jetzt tue. Diese hätten sich daraufhin einige heimliche Tränen aus den Augen gewischt. Ein Rotarmist soll sie daraufhin als „Memmen“ beschimpft haben.

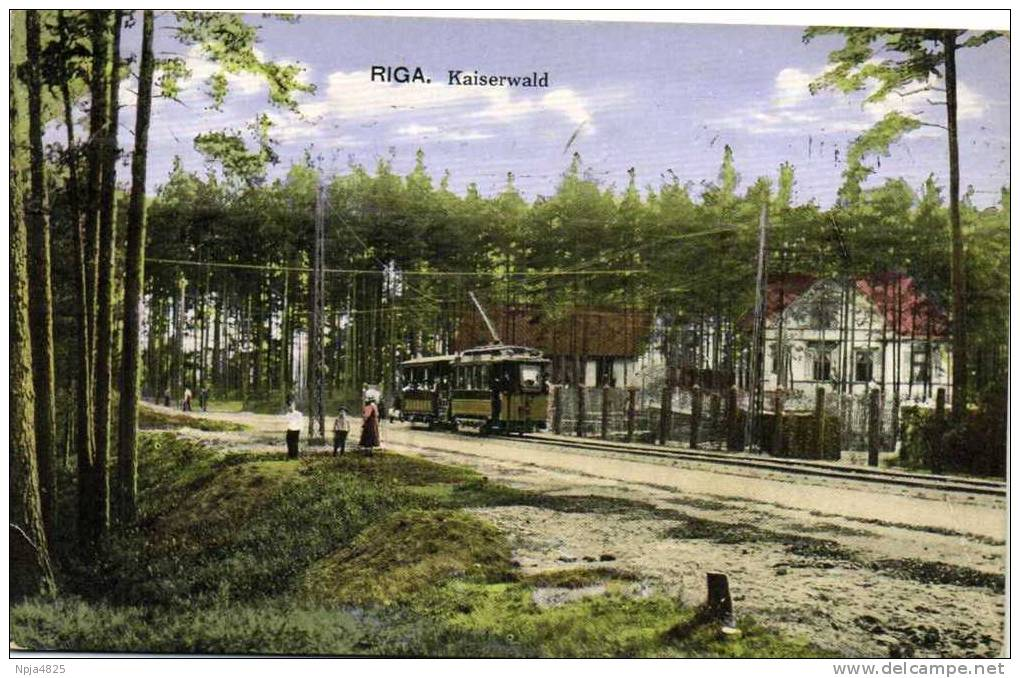
Der Kaiserwald Anfang des 20. Jahrhunderts

Zur Erschießung wurden Schlau, Haßmann und Bindemann mit 45 anderen Gefangenen aus dem Gefängnis gebracht. Da das Gefängnis hoch lag, konnte Schlau noch einen Abschiedsblick auf seine Heimatstadt werfen, die von der Abendsonne beschienen wurde. Die Gefangenen mussten in ein sehr großes, mit schwerbewaffneten Rotarmisten besetztes Auto steigen. Mit hoher Geschwindigkeit wurden sie durch leere Straßen aus der Stadt gefahren. Der Wagen hielt im Kaiserwald, in dem Bereich, in dem der neue Friedhof angelegt wurde. Dort wurden die Gefangenen an Kiefern gebunden und ihr Grab wurde ausgehoben. Karl Schlau betete für die anderen Gefangenen, bis die Kugeln ihn töteten.
Nach der Hinrichtung Schlaus und seiner Begleiter soll der zuvor genannte Rotarmist zu den Gefangenenwärtern gesagt haben:
„Ich habe den alten freundlichen Mann als ersten erschossen, um ihm den Anblick all des Furchtbaren zu ersparen.“

## Nachfolgende Ereignisse und Nachleben
Am 22. Mai 1919 wurde Riga von der Baltischen Landeswehr und deutschen Truppen erobert. Schlaus Leichnam wurde exhumiert und am 14. August 1919 auf dem Rigaer Jakobi-Friedhof bestattet. Die Grabplatte wurde mit Ps 31,6  versehen: „In deine Hände befehle ich meinen Geist, du hast mich erlöst, du treuer Gott.“ Bei der Beisetzung wurde Ps 101,6  zitiert: „Meine Augen sehen nach den Treuen im Lande, daß sie bei mir wohnen.“
Am 5. März 1920 wurde ein weiterer bekannter Enkel Karl Schlaus geboren, Karl-Otto Schlau, wie Wilfried Schlau ein Sohn Wilhelm Carl Emil Schlaus, namhaft als Verwaltungsjurist, Ministerialbeamter und Autor von Werken zur baltischen Geschichte.
Zur Erinnerung an Schlau und andere baltische Märtyrer wurde auf dem Großen Friedhof in Riga am 22. Mai 1920, dem ersten Jahrestag der Eroberung Rigas durch die baltische Landeswehr, neben der Neuen Kapelle von den Kirchengemeinden der Rigaer Märtyrerstein (Gedenkstein „Für unsere Märtyrer“) eingeweiht.
Am Dienstag, dem 22. Mai 1923, dem vierten Jahrestag der Eroberung, verlas Pastor D. Oskar Schabert um 8 Uhr 30 im St. Gertrudheim zu Riga eine Biographie Schlaus. Karten wurden gegen Spenden für die Gustav-Adolph-Kasse ausgegeben.
Im Mai 1924 erschien Schaberts knappe Biographie über Karl Schlau als erstes Heft der Reihe „Treu dem Evangelium; Märtyrerbilder aus der evangelischen Kirche“, die von Friedrich Ulmer in Dinkelsbühl herausgegeben wurde (siehe Kapitel „Literatur“).

## Gedenktag
Karl Schlaus Gedenktag im Evangelischen Namenkalender ist der 26. März.
Der Gedenktag wurde vor der Einführung des offiziellen Namenkalenders bereits geführt in:
- Jörg Erb: Die Wolke der Zeugen, Kassel 1951/1963, Bd. 4, S. 508–520

## Schriften
- Die Acten des Paulus und der Thecla und die ältere Thecla-Legende: ein Beitrag zur christlichen Literaturgeschichte. Hinrichs, Leipzig 1877.